# S de la Vela
S de la Vela (S Velorum) és un estel variable a la constel·lació de la Vela amb una magnitud aparent que varia entre +7,74 i +9,50. S'hi troba a una distància aproximada de 446 anys llum del sistema solar.
S de la Vela és una binària espectroscòpica amb un període de 5,9336 dies. La component primària és un estrella blanca de la seqüència principal de tipus espectral A5Ve, semblant a Alcor (80 Ursae Majoris). És 18,2 vegades més lluminosa que el Sol i té un radi de 2,23 radis solars. L'estel secundari és una gegant o subgegant taronja catalogada des de K5IIIe fins a K4IV. La seva lluminositat és 3,5 vegades superior a la lluminositat solar i, de major grandària que la seua acompanyant, el seu diàmetre és 4,6 vegades més gran que el del Sol. Té una massa de 0,45 masses solars, gairebé 6 vegades menor que la de l'estel primari.
S de la Vela és una binària propera del tipus «binària semidesprenguda», cosa que suposa que un dels estels plena el seu lòbul de Roche i cedeix massa estel·lar a la seva companya o a un disc d'acreció. Igual que Algol (β Persei) o λ Tauri, és una binària eclipsant del tipus variable Algol; quan la gegant taronja intercepta la llum de la seva companya, la lluentor conjunta disminueix 1,76 magnituds.